# Tetsuo Okamoto
Tetsuo Okamoto (n. 20 martie 1932, Marília, São Paulo, Brazilia – d. 1 octombrie 2007, Marília, São Paulo, Brazilia) a fost un înotător brazilian, medaliat olimpic. A participat la o ediție a Jocurilor Olimpice (1952) în care a câștigat o medalie de bronz.

## Participări
Lista de mai jos prezintă principalele competiții la care a participat Tetsuo Okamoto de-a lungul carierei.
- swimming at the 1952 Summer Olympics – men's 1500 metre freestyle[*]